# Barranc de l'Estapiella
El Barranc de l'Estapiella és un barranc que discorre dins del terme municipal de la Vall de Boí, a la comarca de l'Alta Ribagorça, i dins el Parc Nacional d'Aigüestortes i Estany de Sant Maurici.
El seu nom prové «de cobil-biello, establabiella, pletiu vell».
És afluent per la dreta de la Noguera de Tor. Té el naixement a 2.207 metres, dins la Coma de l'Estapiella, al Pletiu de la Carma. El seu curs discorre cap al sud-est; fins a desaiguar a la Noguera de Tor, a 1.493 metres d'altitud, uns 40 metres al sud-est del punt d'informació que hi ha a l'entrada al parc per Cavallers i uns 60 metros per damunt de la desembocadura del Barranc de Comaltes.